# Solanum sect. Etuberosum
Die Sektion Solanum sect. Etuberosum ist ein Teil der Untergattung Potatoe innerhalb der Pflanzengattung der Nachtschatten (Solanum). Die drei der Sektion zugeordneten Arten kommen in Chile und Argentinien sowie auf der Robinson-Crusoe-Insel vor.

## Beschreibung

### Vegetative Merkmale
Die Arten der Sektion Etuberosum  sind aufrecht oder aufsteigend wachsende, verzweigte Pflanzen, deren Sprossachse meist eine Länge von bis zu 1 m erreicht, jedoch wurde auch schon eine Sprossachsenlänge von 4 m beobachtet. Die Sprossachsen sind grün bis violett gefärbt, drehrund bis gewinkelt und erreichen an der Basis einen Durchmesser von 2 cm. Sie sind unbehaart bis dicht fein behaart. Die Behaarung besteht aus drüsigen Trichomen von 120 bis 200 µm Länge und einem vierlappigen Kopf von 50 bis 70 µm Durchmesser, aus drüsigen Trichomen von 600 bis 950 µm Länge, einem eiförmigen Kopf von 20 bis 60 µm Durchmesser und aus nichtdrüsigen Trichomen. Die Pflanzen bilden bis zu 10 cm lange und 1 cm starke Rhizome, die verzweigen können.
Die Laubblätter sind mit vier bis sieben Teilblättern je Seite unpaarig gefiedert. Sie werden bis zu 35 cm lang und 20 cm breit. Die Teilblätter stehen an bis zu 10 cm langen Stielen oder sind aufsitzend, sie sind ganzrandig, elliptisch bis lanzettlich oder schmal eiförmig. Nach vorn hin sind sie spitz oder spitz zulaufend, die Basis ist keilförmig bis schief gerundet oder schief herzförmig. Zwischen den Teilblättern stehen ein bis acht eingeschobene Teilblättchen, die bis zu 2 cm lang und breit werden können. Die Blattfläche der Teilblätter ist gerade oder gewellt, sie sind graugrün bis dunkelgrün oder violett gefärbt. Sie sind unbehaart oder spärlich flaumhaarig bis dicht feinhaarig drüsig oder nichtdrüsig behaart. Die seitlichen Teilblätter sind in etwa gleich groß oder nehmen von der Mitte zur Spitze und zur Blattbasis in der Größe ab, das unterste Paar ist meist stärker reduziert. Die mittleren Teilblätter erreichen eine Länge von 4 bis 10 cm und eine Breite von 1,5 bis 4 cm, das vorderste Teilblatt gleicht den mittleren Teilblättern in Form und Größe oder ist etwas breiter und deutlicher eiförmig. Die Pseudonebenblätter sind eiförmig bis elliptisch oder umgekehrt eiförmig und werden bis zu 2,8 cm lang und 1,5 cm breit und umfassen die Sprossachse.

### Blütenstände und Blüten
Die Blütenstände sind pseudoendständig stehende zymöse Rispen aus zwölf bis 65 Blüten. Der Blütenstandsstiel ist 1 bis 8 cm lang, unverzweigt oder bis zu dreimal verzweigt, er kann unbehaart, flaumhaarig oder drüsig besetzt sein. Die Blütenstiele sind 9 bis 20 cm lang, sie sind unbehaart oder flaumhaarig  besetzt und zwischen 0 und 13 mm oberhalb der Basis knieartig gelenkig. 
Der Kelch erreicht Längen zwischen 2,5 und 4,2 mm, er ist unbehaart oder flaumhaarig besetzt und bis maximal zur Mitte geteilt, so dass sich fünf 0,2 bis 2,5 mm lange, gleichgestaltige Kronlappen mit gerundeten bis zugespitzten Spitzen bilden. Die Krone ist radförmig bis fünfeckig, violett bis violett-blau und erreicht einen Durchmesser von 17 bis 30 mm. Die Färbung ist gleichmäßig, wird zu Mitte hin dunkler oder bildet durch weiße Streifen von der Kronblattbasis bis zu den Spitzen einen Stern.
Die Staubbeutel sind lanzettlich und werden 4 bis 7 mm lang. Der Griffel erreicht Längen zwischen 3 und 11 mm. Der Fruchtknoten ist kugelförmig.

### Früchte und Samen
Die Früchte sind kugelförmige, grüne bis dunkelviolette Beeren, die einen Durchmesser von 13 bis 23 mm erreichen. Die Samen sind im reifen, frischen Zustand weiß. Durch das durch die Samenhülle durchscheinende Embryo können sie einen violetten Punkt aufweisen.

## Vorkommen und Standorte
Die Arten der Sektion kommen in Chile und Argentinien sowie auf der Robinson-Crusoe-Insel vor. Sie wachsen in Höhenlagen zwischen 40 und 2500 m in feuchten, laubabwerfenden Wäldern, höher gelegenen Strauchwäldern sowie an Flussufern und Wasserfällen.

## Systematik

### Äußere Systematik
Innerhalb der Nachtschatten (Solanum) wird die Sektion Etuberosum in die Untergattung Potatoe eingeordnet. Durch kladistische Untersuchungen, die sowohl auf morphologischer als auch auf molekularer Ebene durchgeführt wurden, konnte gezeigt werden, dass die Sektion monophyletisch ist. Die durch diese Untersuchungen ermittelten Verwandtschaftsverhältnisse zu nahe verwandten Sektionen zeigt folgendes Kladogramm:
|  | Sektion Lycopersicoides                                                        |
|  |                                                                                |
|  | \| \| Sektion Juglandifolia \| \| \| \| \| \| Sektion Lycopersicon \| \| \| \| |
|  |                                                                                |
|  | Sektion Juglandifolia                                                          |
|  |                                                                                |
|  | Sektion Lycopersicon                                                           |
|  |                                                                                |

|  | Sektion Juglandifolia |
|  |                       |
|  | Sektion Lycopersicon  |
|  |                       |

|  | Sektion Lycopersicoides                                                        |
|  |                                                                                |
|  | \| \| Sektion Juglandifolia \| \| \| \| \| \| Sektion Lycopersicon \| \| \| \| |
|  |                                                                                |
|  | Sektion Juglandifolia                                                          |
|  |                                                                                |
|  | Sektion Lycopersicon                                                           |
|  |                                                                                |

|  | Sektion Juglandifolia |
|  |                       |
|  | Sektion Lycopersicon  |
|  |                       |

|  | Sektion Lycopersicoides                                                        |
|  |                                                                                |
|  | \| \| Sektion Juglandifolia \| \| \| \| \| \| Sektion Lycopersicon \| \| \| \| |
|  |                                                                                |
|  | Sektion Juglandifolia                                                          |
|  |                                                                                |
|  | Sektion Lycopersicon                                                           |
|  |                                                                                |

|  | Sektion Juglandifolia |
|  |                       |
|  | Sektion Lycopersicon  |
|  |                       |

|  | Sektion Lycopersicoides                                                        |
|  |                                                                                |
|  | \| \| Sektion Juglandifolia \| \| \| \| \| \| Sektion Lycopersicon \| \| \| \| |
|  |                                                                                |
|  | Sektion Juglandifolia                                                          |
|  |                                                                                |
|  | Sektion Lycopersicon                                                           |
|  |                                                                                |

|  | Sektion Juglandifolia |
|  |                       |
|  | Sektion Lycopersicon  |
|  |                       |

Kladogramm nach 

### Innere Systematik
Innerhalb der Sektion werden drei Arten unterschieden:
- Solanum etuberosum Lindl.
- Solanum fernandezianum Phil.
- Solanum palustre Schltdl.